# Clarens VD
Clarens ist ein Quartier der Stadt Montreux in der Romandie, dem französischsprachigen Teil der Schweiz. Es liegt auf dem Schwemmkegel des Bachs Baye de Clarens.

## Clarens in der Literatur und Geschichte
Clarens, am Fuss des 1442 für Jean de Gingins, den Seigneur de Montreux, errichteten Château du Châtelard, wurde durch Jean-Jacques Rousseaus Briefroman Julie oder Die neue Heloise (1761) berühmt, der in Clarens spielt, während sich Lord Byrons literarisches Augenmerk auf das nahe Schloss Chillon richtete. So entwickelte es sich zum bevorzugten Alterssitz wohlhabender Eliten, darunter Kolonialrückkehrer, hauptsächlich Briten, sowie Russen, allen voran Lew Tolstoi, der sich 1857 während zwei Monaten in dem kleinen Winzerdorf aufhielt und seine Eindrücke in einem Tagebuch notierte.

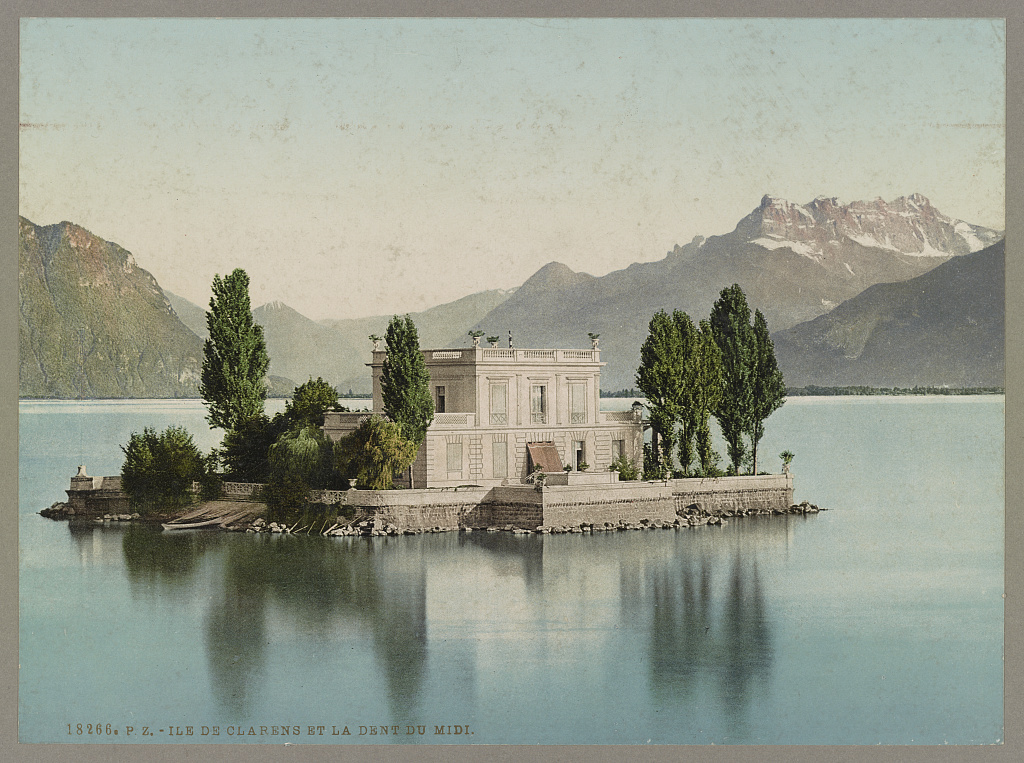
Kolorierte Postkarte Île de Clarens et la Dent du Midi (Île de Salagnon)

Der englische Richter und Tourist Sir Thomas Noon Talfourd meinte jedoch 1844 in Vacation Rambles and Thoughts, Clarens ähnle keineswegs einem Geburtsort der Liebe, es sei nämlich ein langgezogenes, fades Ziegeldorf an der Kante eines spärlich bewaldeten Hügels, der steil genug sei für Überdruss, aber nicht steil genug für die Liebe. Um dem abzuhelfen, liess ein wohlhabender Privatmann Ende des 19. Jahrhunderts am Ufer die an ein romantisches Arkadien angelehnte künstliche Insel Île de Salagnon aufschütten.
Ab 1823 fuhren Dampfschiffe auf dem See. 1861 ging der Bahnhof in Betrieb. Ab 1888 fuhr die elektrische Tramlinie Vevey-Villeneuve. Seit 1880 bewarben die Hoteliers in ihren Inseraten Clarens-Montreux als Riviera nach Art von Nizza. 1914 gab es 27 Hotels und Pensionen an diesen Halt auf der Simplonlinie.

Luftbild (1964)

Der Financier Emmanuel-Vincent Dubochet konnte sich 1864 den Bau des Schlosses Les Crêtes leisten, für das Eugène Laval aus Architekt zeichnete. Nur wenig bescheidener waren die 21 von Louis Henri Maillard entworfenen Dubochet-Villen, die 1874–1876 entstanden. In einer dieser Residenzen wohnte bis zu seinem Tod Paul Kruger (1825–1904), der exilierte Präsident des Afrikaaner-Staats der Südafrikanischen Republik. Zur Erinnerung wurde eine Stadt in Südafrika Clarens genannt. 1892 eröffnete eine Filiale der Reiseagentur Thomas Cook. 
Nicht nur Imperialisten fühlten sich von den Gestaden des Lac Léman angezogen, sondern auch Personen mit linken Überzeugungen, war doch etwa der Anarchist und Geograph Élisée Reclus von 1879 bis 1890 in Clarens heimisch und Rosa Luxemburg wählte für Streifzüge durch Wiesen und Weinberge die Pension Mary im Weiler Chailly-sur-Clarens.
Pjotr Iljitsch Tschaikowski komponierte 1877 in Clarens Teile seiner Oper Eugen Onegin und sein Berufskollege Igor Strawinski schrieb hier die Ballette Le sacre du printemps (1913) und Pulcinella (1919). Viele wollten mieten und nicht kaufen. Der steigenden Nachfrage Rechnung tragend, baute der sonst in La Chaux-de-Fonds tätige Architekt Léon Boillot 1909 die Mehrparteienvilla Les Capucines. In Clarens wohnte auch, wer auf Angehörige im nahen Luftkurort Leysin wartete, oder wer den Kampf gegen die Tuberkulose aufgegeben hatte. Unweit von Clarens, in La Tour-de-Peilz, entstand ein jüdischer Friedhof. 
In Clarens ist der französische Ökonom Léon Walras beerdigt, der Tagebuchschreiber Henri-Frédéric Amiel, oder der Historiker Paul Darmstaedter. Mit Blick auf die Dents du Midi lebte Eric Ambler mit seiner zweiten Ehefrau Joan Harrison von 1969 bis 1985 am Chemin de l‘Ile de Salagnon 1 am Port du Basset. Er schrieb in Clarens fünf von zwölf Romanen der zweiten Periode. Auch Sydney Chaplin, britischer Filmschauspieler und Halbbruder Charlie Chaplins, fand auf dem Friedhof von Clarens seine letzte Ruhe. Oskar Kokoschka, der am 22. Februar 1980 in Montreux starb, ist unweit davon begraben (seine Mutter und sein jüngerer Bruder Bohuslav Kokoschka, mit dem Oskar zeitlebens ein sehr enges Verhältnis hatte, liegen in einer Gruft in Hollenstein an der Ybbs). Wladimir Nabokow, der mit seiner Frau viele Jahre im Hotel Montreux Palace gewohnt hatte und dort starb, ist ebenfalls auf dem Friedhof begraben. 

## Verkehr und Infrastruktur
Clarens liegt am Genfersee und wird von den Schiffen der Compagnie Générale de Navigation sur le Lac Léman (CGN) angefahren.
Durch Clarens verkehrt auch die Trolleybuslinie 201 Vevey–Montreux–Cillon–Villeneuve des gleichnamigen Transportunternehmens des öffentlichen Verkehrs. Zudem besitzt Clarens eine Haltestelle an der Bahnstrecke der Schweizerischen Bundesbahnen (SBB) von Lausanne nach Brig (Simplonlinie), welche von zwei Linien des Léman Express bedient wird.
Von 1911 bis 1956 verkehrte zudem von Clarens über Chailly und Fontanivent die Clarens-Chailly-Blonay-Bahn (CCB) nach Blonay. Heute befährt die vom Transportunternehmen Vevey–Montreux–Chillon–Villeneuve (VMCV) betriebene Autobuslinie 214 dieselbe Strecke.
In Clarens ist eine Niederlassung der internationalen Privatschule St. George’s School angesiedelt.

## Bilder

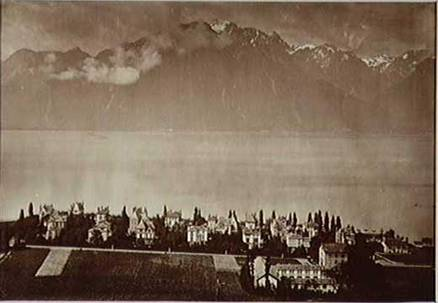
Clarens um 1882
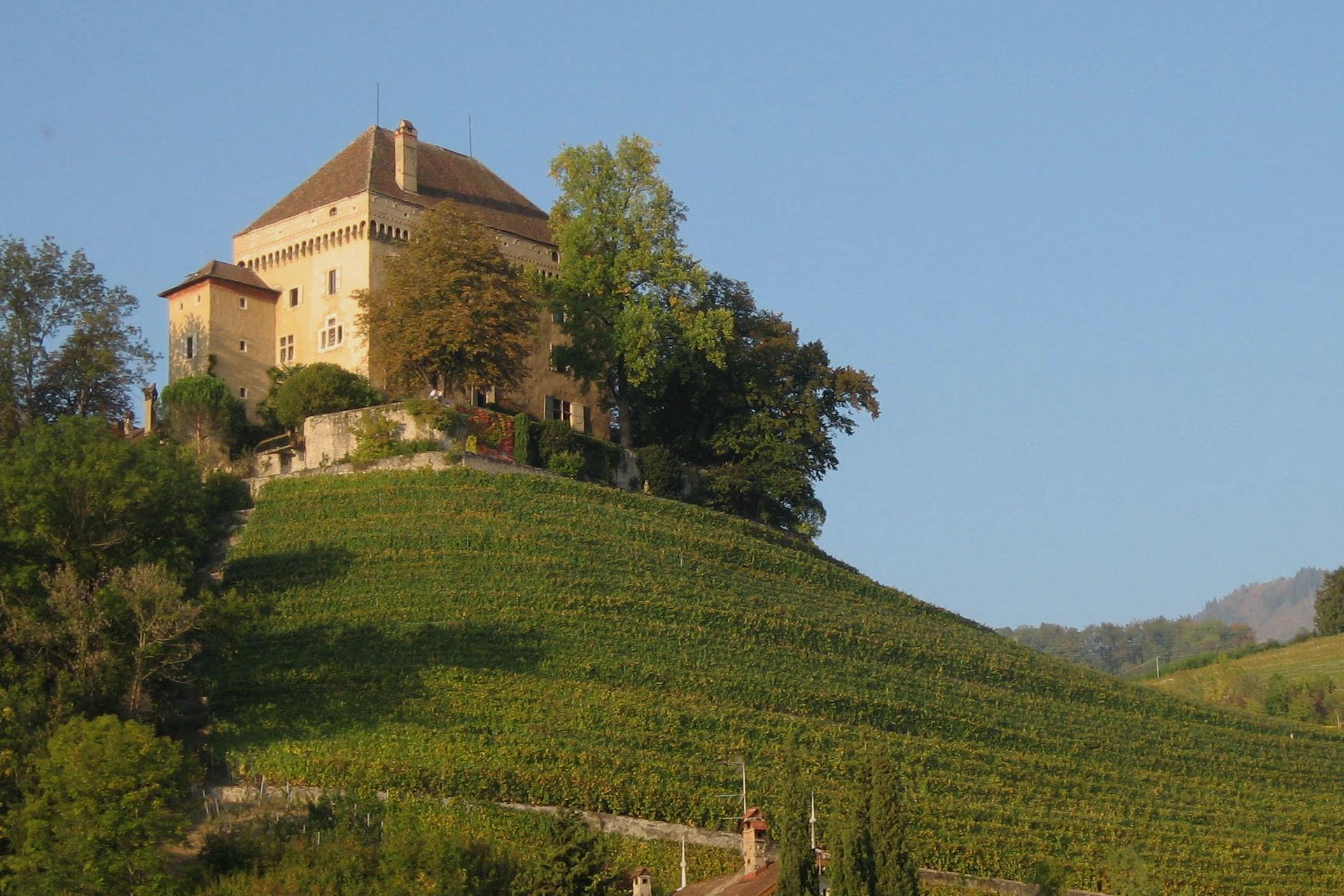
Schloss Châtelard in unmittelbarer Nähe des Quartier Tavel von Clarens
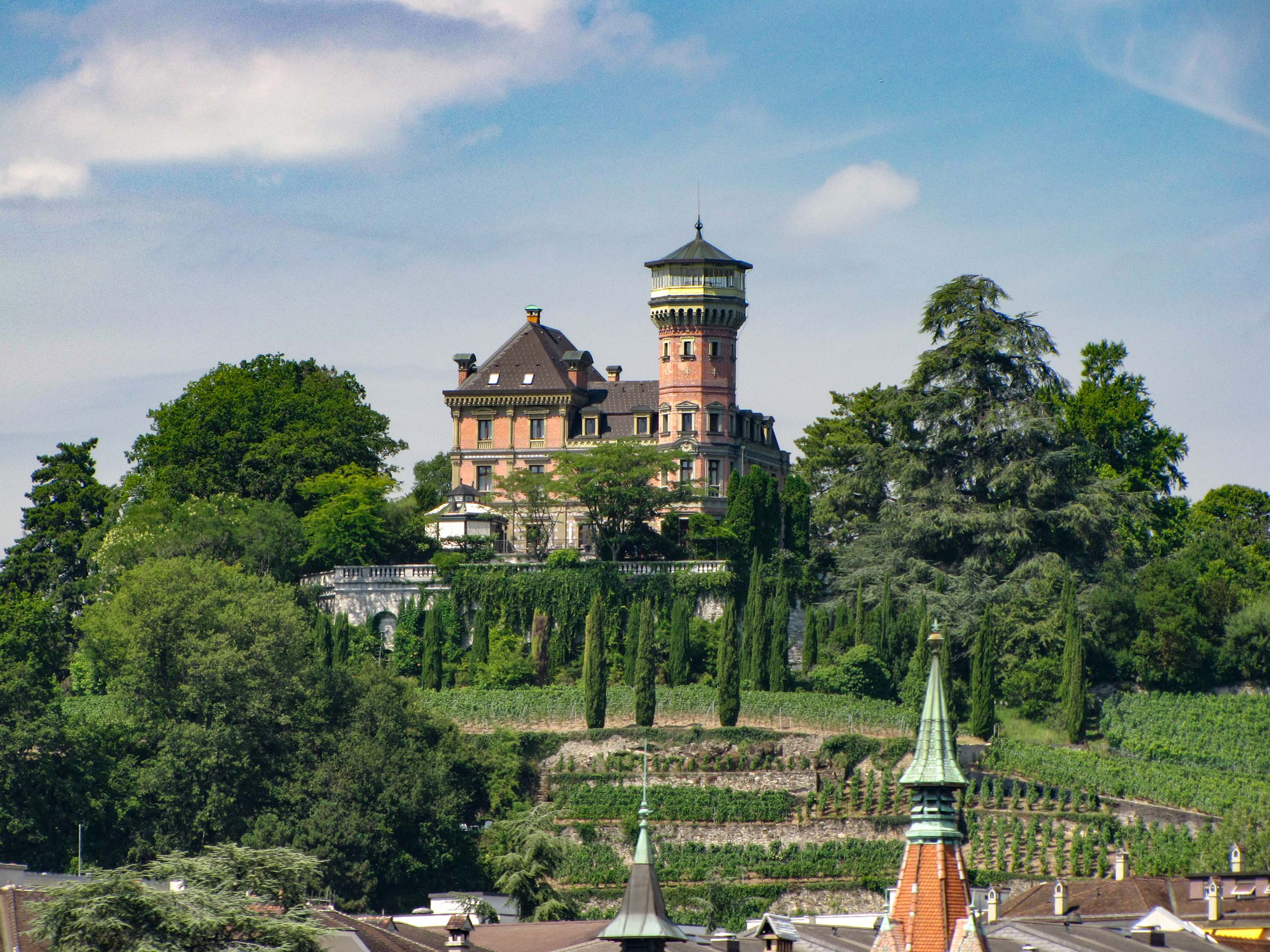
Château des Crêtes
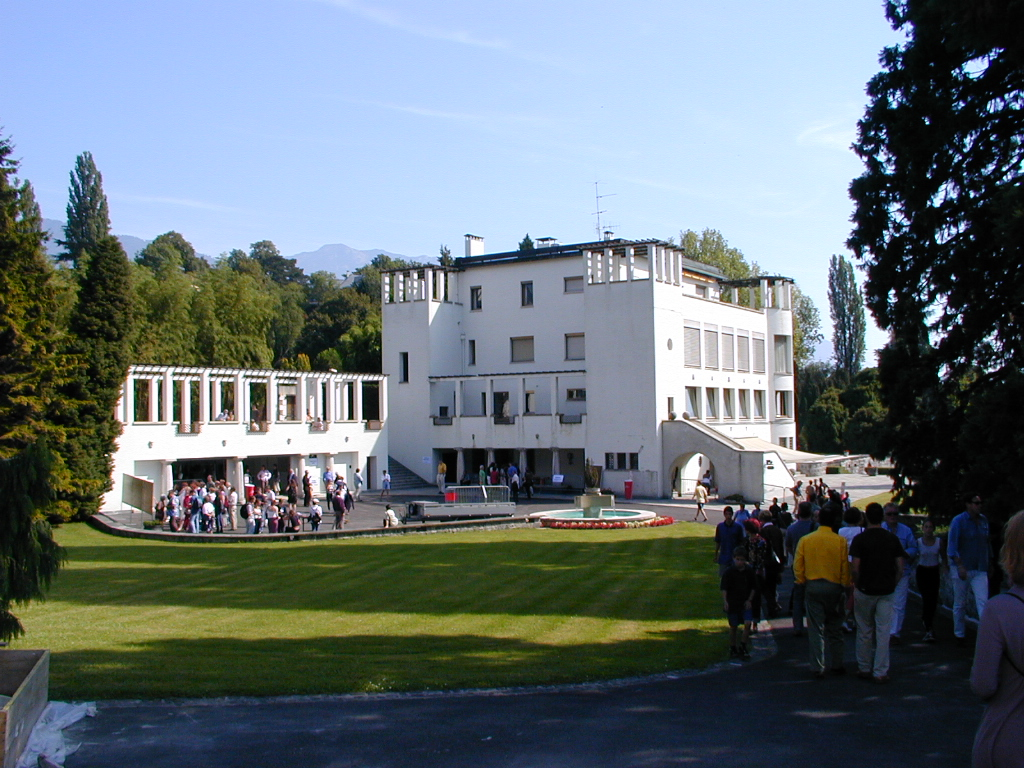
Villa Karma

## Sehenswürdigkeiten
- Dubochet-Villen[12]
- Schloss Châtelard in unmittelbarer Nähe des Quartier Tavel
- Villa Toscane
- Villa Karma (1904–1910), für Theodor Beer u. a. von Adolf Loos entworfen[13][14]